# Cantón de Villersexel
El cantón de Villersexel es una división administrativa francesa, situada en el departamento de Alto Saona y la región Franco Condado.

## Geografía
Este cantón está organizado alrededor de Villersexel en el distrito de Lure. Su altitud varía de 253 m (Pont-sur-l'Ognon) a 532 m (Courchaton) con una altitud media de 312 m.

## Composición
El cantón de Villersexel agrupa 32 comunas:
- Aillevans
- Athesans-Étroitefontaine
- Autrey-le-Vay
- Beveuge
- Courchaton
- Crevans-et-la-Chapelle-lès-Granges
- Fallon
- Faymont
- Georfans
- Gouhenans
- Grammont
- Granges-la-Ville
- Granges-le-Bourg
- Longevelle
- Les Magny
- Marast
- Mélecey
- Mignavillers
- Moimay
- Oppenans
- Oricourt
- Pont-sur-l'Ognon
- Saint-Ferjeux
- Saint-Sulpice
- Secenans
- Senargent-Mignafans
- Vellechevreux-et-Courbenans
- La Vergenne
- Villafans
- Villargent
- Villersexel
- Villers-la-Ville

## Demografía
| 6166 | 6812 | 6821 | 7212 | 7140 | 6881 |
| Para los censos de 1962 a 1999 la población legal corresponde a la población sin duplicidades (Fuente: INSEE [Consultar]) |      |      |      |      |      |